# Добкин, Йозеф
Йозеф Добкин (Иосиф; 13 августа 1909 — 9 апреля 1977) — палестинский, позже израильский шахматист, профессор.
В составе сборных британской подмандатной Палестины и Израиля участник 2-х Олимпиад (1935 и 1956).